# Eratigena vomeroi
Malthonica vomeroi là một loài nhện trong họ Agelenidae. Chúng được Paolo Marcello Brignoli miêu tả năm 1977.